# Veli Iž
Veli Iž falu Horvátországban Zára megyében. Közigazgatásilag Zárához tartozik.

## Fekvése
Zárától légvonalban 12 km-re délnyugatra, az Iž-sziget északi felén, az északkeleti parton fekszik. Iž szigete a zárai szigetvilágban Dugi Otok és Ugljan között fekszik, melyektől keletről a Srednji-csatorna, nyugatról az Iži-csatorna választja el. A sziget területe 17,59 km2, legmagasabb pontja a 168 méter magas Korinjak. Veli Iž-zsel szemben keletre fekszik a kis Rudnjak-sziget, amelyet parkosítottak és kedvelt fürdőhellyé alakítottak ki. A szigetet ezen kívül még közel tíz kisebb sziget övezi. Klímája enyhe, mediterrán, az éves középhőmérséklet 15 °C. A gazdaság alapját a mezőgazdaság, a szőlő- a gyümölcs- és olajbogyótermesztés, a halászat, a tengerészet és egyre inkább a turizmus képezi.

## Története
A régészeti leletek tanúsága szerint Iž szigete már a történelem előtti időkben is lakott volt. A szigeten a rézkor, a vaskor, a római kor és az óhorvát kultúra nyomai is megtalálhatók. Első ismert lakói az illírek voltak. Illír erődítmény maradványai találhatók Veli Ižtől keletre és délre fekvő Opaćac és Košljin nevű magaslatokon. A rómaiak emlékét elsősorban a latin eredetű földrajzi nevek (Mućel, Bršanj, Šipnata, Rivanj) őrizték meg.
Első írásos említése Bíborbanszületett Konstantin bizánci császár a 10. században a birodalom kormányzásáról írott művében szerepel „Ez” alakban. Később „Issa”, „Iso”, „Eso” (olasz), „Esium” (latin), „Již”, „Iž” formában tűnik fel a korabeli forrásokban. A középkorban és később is zárai nemesi családok és gazdag városi polgárok (a Benja, a Fanfonja családok és mások) birtoka volt. A Fanfonja család 14. századi kastélya (a „Polača”) máig fennmaradt a falu mellett (a 19. században iskolává építették át). Ižen birtoka és temploma volt az ugljani Szent Mihály bencés kolostornak és a zárai Szűz Mária bencés kolostornak is. Az első név szerint is ismert pap a szigeten az 1444-ben említett Grgur volt.
Az ižiek régen elsősorban kitűnő halászokként és tengerészekként voltak ismertek. A szigeten több hajótulajdonos élt. A hajózás a 15. és a 19. században élte virágkorát, majd a 20. századra, elsősorban a gőzhajózás gyors fejlődése miatt teljesen lehanyatlott. Ekkor az ižiek közül sokan a gőzhajókra szegődtek el tengerészeknek. Az első világháború idején több mint 350 iži szolgált tengerészként szerte a világon a hajókon. Számos helyi család foglalkozott már régóta fazekassággal. Egyedülálló, ősi technikával készített termékeikkel egészen a második világháborúig ellátták nemcsak Zára környékét, de távolabbi vidékeket is. Sajnos az utóbbi időben ők is egyre jobban kihalnak. Veli Iž a 20. század elejére egyike volt a zárai régió legfejlettebb településeinek, ahol orvosi rendelő, áramszolgáltatás, postahivatal, szálloda is volt. A településnek 1857-ben 722, 1910-ben 1431 lakosa volt. Az első világháborút követően előbb a Szerb-Horvát-Szlovén Királyság, majd Jugoszlávia része lett. 1927-ben a falu mellett a tengerparton felépült a nagyon szép kultúrház, ahol különböző ünnepségeket, színházi előadásokat, mulatságokat, összejöveteleket tartottak.
Lakossága különösen az 1970-es években csökkent jelentősen, amikor a fiatalok közül sokan a nagyobb ipari városokba, Zárára és Fiumére költöztek, míg mások a könnyebb kenyérkereset reményében Amerikába, Ausztráliába vándoroltak ki. 1991-ben Szent Péter és Pál napján ünnepelte a falu a plébánia és a templom első írásos említésének 650. évfordulóját. 1996-ban átadták a forgalomnak a Veli- és Mali Iž közötti új utat és a “Bršanj” kompkikötőt. A falunak 2011-ben 400 lakosa volt. A falusi királyválasztás a velencei uralom alatti időkben terjedt el szerte Dalmáciában az Isztriától egészen Splitig. Ez a szokás Veli Ižen is gyakorlatban volt 1879-ig, majd 1970-ben felújították és azóta minden nyáron megtartják. Iž ismert kis hajóépítő üzeméről is. Mezőgazdasági és olívatermelői szövetkezete van. Négy halnevelőtelep is működik itt. Ma a településen a turizmus fejlődik a legintenzívebben, egyre jobban kiépül a tengerpart, új szállodák, magánszállások létesülnek.

## Lakosság
| Lakosság változása | Lakosság változása | Lakosság változása | Lakosság változása | Lakosság változása | Lakosság változása | Lakosság változása | Lakosság változása | Lakosság változása | Lakosság változása | Lakosság változása | Lakosság változása | Lakosság változása | Lakosság változása | Lakosság változása | Lakosság változása |
| ------------------ | ------------------ | ------------------ | ------------------ | ------------------ | ------------------ | ------------------ | ------------------ | ------------------ | ------------------ | ------------------ | ------------------ | ------------------ | ------------------ | ------------------ | ------------------ |
| 1857               | 1869               | 1880               | 1890               | 1900               | 1910               | 1921               | 1931               | 1948               | 1953               | 1961               | 1971               | 1981               | 1991               | 2001               | 2011               |
| 722                | 897                | 1.044              | 1.205              | 1.318              | 1.431              | 1.753              | 1.484              | 1.321              | 1.224              | 1.021              | 847                | 556                | 468                | 410                | 400                |

## Nevezetességei
- Szent Péter és Pál apostolok tiszteletére szentelt plébániatemplomát 1341-ben említik először az egyházközség Nicolaus nevű presbiterével együtt „Nicolaus, presbitero ecclesiae sancti Petri de insula Ecci” alakban. Az eredeti gótikus templom egy 4x6 méteres épület volt. Később 1700-ban, 1840-ben és 1939-ben is bővítették mire elnyerte a mai formáját, amely egy 30 méter hosszú és 10 méter széles egyhajós, romantikus stílusú épület. Körülötte alakult ki a mai település, amelyet 1471-ben még "Selo sv. Petra" néven említenek. 1998-ban az épületet teljesen megújították. Ez a munka azonban lényegében máig sem fejeződött be teljesen. A tenger közelében a talajfeltöltés nagy mértékű szikesedést idézett elő, melynek következtében a falak és a mellékoltárok megsérültek. A munkákban a helyi mesteremberek mellett sok önkéntes is részt vett. A főoltár márványból készült, oltárképén Szent Péter és Pál apostolok láthatók, felettük a Szűzanyával és a Kisjézussal. A főoltár két oldalán a sekrestyeajtó feletti mélyedésekben Szent Péter és Pál szobrai találhatók. A márvány szembemiséző oltár és az ambó a helyi születésű Eugen Konatić ajándéka abból az alkalomból, hogy 2000-ben ünnepelte áldozópapságának 65. évfordulóját. A templomban még négy mellékoltár található a Szentlélek (oltárképpel), a Szeplőtelen fogantatás (értékes barokk oltárképpel), a Rózsafüzér királynője (Madonna szoborral) és Szent Miklós (a szent szobrával) tiszteletére. Készítőjük Pio dell’Acqua volt a 18. században. A templom kincsei közül említésre méltó hat ezüst kehely (melyek közül az egyik 15. századi gótikus), öt ezüst körmeneti kereszt (egyikük 14. századi román stílusú), három aranyozott ostyatartó pixis (egyikük 15. századi gótikus) és négy ezüst olajmécses (egyikük 1779-ből való).[2]
- Szent Rókus tiszteletére szentelt fogadalmi kápolnája 1658-ban egy pusztító pestisjárványt követően épült a Draga nevű telep feletti Pelovac-dombon. 1980-ban lebontották és fogadalmi szobrát a plébániatemplomba vitték át. 2000-ben Stanislav Wielinski plébános javaslatára teljesen újjáépítették. Az újjáépített kápolnát 2000. augusztus 17-én szentelte fel Ivan Prenđa zárai érsek. Márávány oltárán áll Szent Rókus szobra, melyet 2000-ben két lengyel restaurátor Gražina és Aleksandar Kasprzak újított fel. A harangtoronyban levő harangot 1656-ban öntötték.
- Veli Iž felett a sziget másik részére menő út mellett áll a Szent Miklós útikápolna, amelyet 1930-ban Nikola Kulišić épített.[2]
- A kikötő bejáratánál, a Korinjak-szállodánál egy Páduai Szent Antalnak szentelt kis kápolnát találunk, amely Ante Novaselić adományából helyben bányászott kőből építettek 1998-ban.
- A Mali Opaćac-hegyen 2001-ben újra felállították a nagy kőkeresztet. Az eredetit még 1933-ban állították, de 1961 május 1-jén lerombolták. Felszentelését koncelebrációs szertartás keretében 2001. október 7-én végezte Ivan Prenđa zárai érsek és Jan Szlaga lengyel püspök, Wielinski plébános szülőhelyének főpásztora.[2]
- A veli iž-i "Sloga" kulturális és oktatási központot az első világháború után alapították és 1918-ban nyitották meg. Kezdetben amatőr művészeti és zenei szekciója, valamint az olvasóterem működtek, de az épület hamarosan minden kulturális és oktatási tevékenység központja lett. A mai tengerparti épület[5] 1924 és 1927 között épült. 1935 után az épület a forradalmi mozgalom központja lett, amit az épület elején elhelyezett emléktábla is bizonyít. A második világháború után az épület ismét sziget társadalmi és kulturális életének központja volt. Ma az épület alkalmanként előadásoknak és koncerteknak ad otthont. Építészetileg harmonikus, egyemeletes ház, amelyen a homlokzat mentén egy nagy, tagolt terasz dominál.
- Veli Iž néprajzi gyűjteménye 781 tárgyból áll. A gyűjteményt 1975-ben hozták létre a zárai múzeum segítségével kizárólag a helyi lakosság által adományozott tárgyakból. A gyűjteményt a zárai Fanfogna család 18. századi kastélyában helyezték el, ahol három szinten varázsolja elénk Iž mindennapi életének alkotóelemeit. Többek között a helyi fazekasság számos remekműve látható itt. Az épület eredetileg romantikus stílusú volt, de később átépítették, majd a 19. században iskolává alakították át.
- A település legnagyobb ünnepe az Iži fesztivál, amelyet minden évben Szent Péter és Pál apostolok ünnepén június 29-én tartanak. A helyiek ekkor a jellegzetes iži népviseletet hordják. Előadják régi énekeiket és táncaikat, elkészítik hagyományos ételeiket. Ekkor választják meg az iži királyt is. Ez a régi hagyomány gyakorlatban volt 1879-ig, majd 1970-ben felújították és azóta minden nyáron megtartják.

## Galéria
- Kikötői részlet.
- Hajó a kikötőben
- Rutnjak-sziget sziklás partja, a háttérben Veli Iž.
- Veli Iž központjának házai
- Veli Iž látképe Rutnjakról
- Iži kerámia